# Endrosa brunnea
Endrosa brunnea är en fjärilsart som beskrevs av Heydemann 1910. Endrosa brunnea ingår i släktet Endrosa och familjen björnspinnare. Inga underarter finns listade i Catalogue of Life.